# Czarna perła
Czarna perła (aproximada pronunciación [chárna pérua]; literalmente «Perla negra») es una película polaca de 1934 dirigido por Michał Waszyński con guion de Eugeniusz Bodo y Anatol Stern. Una de los protagonistas es Reri, una actriz francesa de origen tahitiano, que trabajó en el cine francés, el americano, el alemán y el polaco.

## Argumento
Stefan, un marinero polaco se involucra en una pelea en un bar en la isla Tahití. Lo salva y cuida de él una joven tahitiana llamada Moana (Reri). Los jóvenes se gustan mutuamente y la chica se enamora del marinero. Pasan juntos muchos ratos felices en esa tierra paradisíaca; un día Moana lleva a Stefan a una cueva en la selva (llamada la Gruta de la Felicidad), la cual resulta ser un lugar sagrado para su pueblo, allí los jóvenes se juran amor eterno y que nunca se separarían.
Krzysztof, otro polaco residente en la isla y barman del bar donde se produjo la pelea de Stefan, se entera de que su compatriota sabe el camino a la cueva. Le cuenta la antigua tradición indígena que todos los buceadores lugareños arrojan a la cueva la perla más preciosa que han hallado como ofrenda a sus dioses para pedirles su protección contra los dientes de los tiburones y la suerte en sus cacerías. Los polacos deciden robar esas perlas sagradas para financiar su regreso a Polonia.
Stefan y Krzysztof hacen según su plan. Sin embargo, el barman muere en el intento; le entrega las perlas a Stefan y le manda que vuelva a su anhelada patria. Stefan compra su billete para el barco y vuelve a Gdynia, a bordo del barco se halla también Moana. Al regresar a su país, Stefan monta su propia empresa, hace varios convenios (algunos con gente de dudosa reputación). Se mete en problemas; Moana empieza a preocuparse por su amado y decide aprender a actuar como una mujer blanca, mejora su nivel del polaco, consigue un trabajo como cantante, se hace famosa y se emancipa (lo que no le gusta a Stefan).
Stefan empieza un romance con una tal Rena, mujer de un socio suyo de esos de baja reputación, criminal. La tramposa mujer solo finge amarle, para seducirle y que caiga en sus garras; Rena quiere robarle sus valiosas perlas. Poco después Stefan es atracado y le roban las perlas. Moana, en un intento más para salvar a su querido hombre, y recibe una bala dedicada a su hombre.

## Producción
Las escenas se grabaron en el estudio de Falanga, en Varsovia y los exteriores en el barrio de Saska Kępa, distrito de Praga-Południe, Varsovia.